# Adolf Seifert (Heimatforscher)

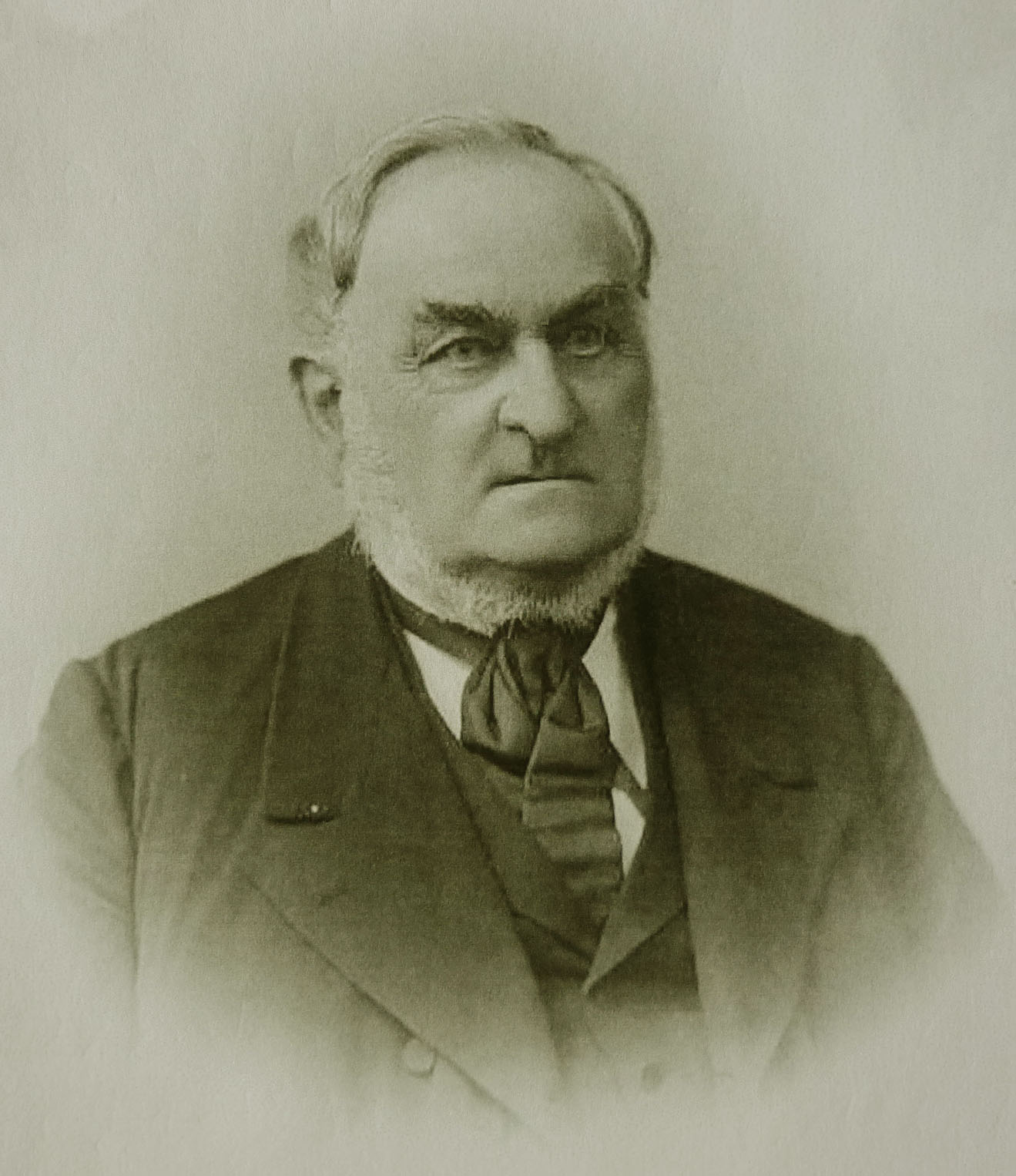
Adolf Seifert

Adolf Seifert (* 4. März 1826 in Weletitz bei Saaz als Adolph Joseph Seifert; † 11. Juni 1910 in Saaz) war ein deutsch-böhmischer Arzt und Heimatforscher.

## Biografie
Seifert wurde 1826 in Weletitz als Sohn des Bauern Johann Seifert und dessen Frau Katharina Dietz geboren. Nach Absolvierung des Gymnasiums in Saaz im Jahre 1844 besuchte Seifert die Universität Prag, um Medizin zu studieren. Während seines Studiums nahm er im Revolutionsjahr 1848 an den liberalen Bestrebungen der Studentenschaft regen Anteil und wurde Gründungsmitglied des literarisch-rhetorischen Vereins der deutschen Studenten in Prag. 1852 kehrte er als promovierter Arzt nach Saaz zurück, eröffnete dort eine Praxis und heiratete Frau Anna, geb. Štiansny († 1889 Saaz).
Neben der medizinischen Praxis und Politik widmete er sich der Landwirtschaft. Hervorzuheben sind seine Verdienste um den Hopfenanbau in der Stadt Saaz und Umgebung. Ab 1859 war er Herausgeber der Fachzeitschrift „Die Hopfenhalle“, der ersten deutschen Brauereizeitung, durch die er auch überregional bekannt wurde. 1860 war er an der Gründung des städtischen Hopfenmarktes maßgeblich beteiligt. Er war einer der Gründer des Saazer Hopfenvereins und von 1878 bis 1889 dessen Vorsitzender.
In den 1870er Jahren engagierte er sich als einflussreiches Mitglied der Liberalen Partei in der Saazer Kommunalpolitik.
Als Archivar leitete er von 1903 bis 1905 ehrenamtlich das Saazer Stadtarchiv, dessen Bestände er ordnete und inventarisierte.

## Veröffentlichungen
- Für die Heimat: Ausgewählte Gedichte, Saaz 1867.
- Die Geschichte der königl. Stadt Saaz von den ältesten Zeiten bis in die Gegenwart, Saaz 1894.
- Die Geschichte der Saazer Stadt-Decanal-Kirche zur Hl. Mariä Himmelfahrt, Saaz 1898.
- Ein Katechismus der Geschichte Böhmens mit besonderer Berücksichtigung der Deutschböhmen, Saaz 1898.
- Die Leitmeritzer Diöcese nach ihren geschichtlichen, kirchlichen und topographischen Beziehungen, Saaz 1899.
- Die Geschichte des bürgerlichen Bräuwesens in Saaz. Eine Festschrift zur Feier des hundertjährigen Bestandes des bürgerlichen Bräuhauses gegründet 1801, verfasst im Auftrage des löblichen Bräu-Ausschusses, Saaz 1901.
- Die Stadt Saaz im 19. Jahrhundert, Saaz 1902.
- Geschichte der Stadt Saaz. In: Karl Tutte, Bezirks-Lehrer-Verein (Hrsg.): Der politische Bezirk Saaz. Saaz 1904, S. 296–382.
- Eine verschollene vorhussitische Kirche in Saaz. In: Mittheilungen des Vereins für Geschichte der Deutschen in Böhmen. Band 47, 1909, S. 263–271.
- Ein lateinischer Dialog betreffend den Familiennamen des heiligen Johann von Nepomuk. In: Mittheilungen des Vereines für Geschichte der Deutschen in Böhmen. Band 48, 1910, S. 28–37.